# Prima Divisione 1937-1938 (pallacanestro femminile)
La Prima Divisione 1937-1938 è stato il secondo livello del nono campionato italiano di pallacanestro femminile.
Le squadre iscritte sono state suddivise su base regionale.

## Qualificazione

### XVII Zona Messina A

#### Classifica
|  | Pos. | Squadra             | Pt | G | V | P | PtF | PtS | Diff. |
|  | ---- | ------------------- | -- | - | - | - | --- | --- | ----- |
|  | 1.   | Guf Messina         | 8  | - | - | - | -   | -   | -     |
|  | 2.   | Gil Reggio Calabria | 6  | - | - | - | -   | -   | -     |
|  | 3.   | Gil Patti           | 4  | - | - | - | -   | -   | -     |

Legenda:
      Ammessa al 2º Turno.
Regolamento:
Due punti a vittoria, uno a sconfitta.

### XVII Zona Messina B

#### Risultati
| Catanzaro 23 gennaio 1938 | Gil Catanzaro | 1 – 40 referto | Gil Catania |  |

| Catania 13 febbraio 1938 | Gil Catania | 33 – 2 referto | Gil Catanzaro |  |

- Gil Catania ammessa al 2º Turno.

### XVII Zona Messina 2º Turno

#### Risultati
| Catania 2 marzo 1938 | Gil Catania | 21 – 40 | Guf Messina |  |

| Messina 6 marzo 1938 | Guf Messina | 34 – 9 | Gil Catania |  |

- Guf Messina ammessa alle semifinali nazionali.

### XVII Zona Palermo

#### Classifica
|  | Pos. | Squadra           | Pt | G | V | P | PtF | PtS | Diff. |
|  | ---- | ----------------- | -- | - | - | - | --- | --- | ----- |
|  | 1.   | Gil Palermo       | 8  | 4 | 4 | 0 | 122 | 36  | 86    |
|  | 2.   | GUF Palermo       | 6  | 4 | 2 | 2 | 187 | 47  | 140   |
|  | 3.   | Gil Caltanissetta | 4  | 4 | 0 | 4 | 14  | 240 | -226  |

Legenda:
      Ammessa alla semifinale nazionale.
Regolamento:
Due punti a vittoria, uno a sconfitta.
- Gil Palermo ammessa alle semifinali nazionali.

## Fase nazionale

### Semifinale

#### Girone D
| Palermo 10 aprile 1938 | Gil Palermo | 2 – 0 | Guf Messina |  |

| Messina 17 aprile 1938 | Guf Messina | 0 – 2 | Gil Palermo |  |

- Gil Palermo ammessa alle finali nazionali[2].

### Finale
Le finali sono state disputate dal 7 al 10 luglio 1938 a Porto San Giorgio.

#### Classifica
|  | Pos. | Squadra                       | Pt | G | V | P | PtF | PtS | Diff. |
|  | ---- | ----------------------------- | -- | - | - | - | --- | --- | ----- |
|  | 1.   | Dop. Pubblico Impiego Trieste | -  | - | - | - | -   | -   | -     |
|  | 2.   | Dop. Wax e Vitale Genova      | -  | - | - | - | -   | -   | -     |
|  | 3.   | GUF Milano                    | -  | - | - | - | -   | -   | -     |
|  | 4.   | Parioli Roma                  | -  | - | - | - | -   | -   | -     |
|  | 5.   | Sannicandro Bari              | -  | - | - | - | -   | -   | -     |
|  | 6.   | Gil Palermo                   | -  | - | - | - | -   | -   | -     |

Legenda:
      Campione di Prima Divisione.
Regolamento:
Due punti a vittoria, uno a sconfitta.

## Verdetti
- Campione di Prima Divisione: Dop. Pubblico Impiego Trieste (1º titolo)